# Якуб Врана
Якуб Врана (чеськ. Jakub Vrána; 28 лютого 1996, м. Прага, Чехія) — чеський хокеїст, лівий/правий нападник. Виступає за ХК «Лінчепінг» у Шведській хокейній лізі.
Вихованець хокейної школи ХК «Летнани». Виступав за ХК «Лінчепінг».
В чемпіонатах Швеції — 55 матчів (11+8), у плей-оф — 14 матчів (1+1).
У складі молодіжної збірної Чехії учасник чемпіонатів світу 2013, 2014 і 2015. У складі юніорської збірної Чехії учасник чемпіонатів світу 2012, 2013 і 2014.
Досягнення
- Срібний призер юніорського чемпіонату світу (2014).
- Володар Кубка Стенлі (2018).